# 蔡革
蔡革（1966年6月—），男，湖北武汉人，中华人民共和国外交官，曾任中华人民共和国驻厄立特里亚国特命全权大使，现任中华人民共和国驻斯洛伐克共和国特命全权大使。

## 生平
1991年，进入中华人民共和国外交部工作，先后在外交部苏联东欧司、外交部欧亚司、驻捷克大使馆、驻斯洛伐克大使馆、外交部欧洲司任职。2007年，任驻捷克大使馆参赞。2011年，任外交部欧洲司参赞。2013年，挂职四川博览事务局副局长。2015年，任外交部机关党委（部党委国外工作局）参赞。2016年，任外交部机关党委副书记（部党委国外工作局副局长）。2020年7月，出任中华人民共和国驻厄立特里亚大使。2023年8月，自驻厄立特里亚大使离任。9月，出任中华人民共和国驻斯洛伐克大使。

## 家庭
已婚，有一子。